# Храше при Преддвору
Храше при Преддвору (словен. Hraše pri Preddvoru) је насељено место у општини Преддвор, Горењска регија, Словенија.

## Историја
До територијалне реорганизације у Словенији биле су у саставу старе општине Крањ.

## Становништво
У попису становништва из 2011. године, Храше при Преддвору су имале 27 становника.
| Број становника према пописима | Број становника према пописима | Број становника према пописима |
| ------------------------------ | ------------------------------ | ------------------------------ |
| 1991                           | 2002                           | 2011                           |
| 27                             | 25                             | 27                             |

Напомена: До 1953. исказивано под именом Храше.